# 莲花古寺
莲花古寺，位于中国广东省汕头市澄海区莲华镇，属莲花山山麓，现为澄海区文物保护单位，类型为古建筑，公布时间为1992年12月3日。
莲花古寺莲花古寺在澄海市澄城北17公里，莲华镇(十五乡)境内，莲花山南麓，樟林路偏西转安黄公路旁，温泉度假区附近，交通畅达，古迹繁多，幽静壮观。该寺原为宋潮州前八贤之一张夔所倡建，由其后代于元至元二十六年(公元1289年)创立之家庙，清嘉庆十二年(公元1807年)重建。1937年重修。1985年再修。1992年12月3日被澄海市政府公布为文物保护单位。1988年被批准登记开放，2000年起扩建。原寺为四合院式布局，为两进，双花巷，硬山顶土木结构平房，建筑面积约1000平方米。主殿面宽进深各三间。前埕有浮雕“鱼掌石”，东山坡有至元二十五年(公元1289年)“开山立石”石刻。寺后东侧有“开元寺宏戒和尚开振源公塔”。西北10米有古井，泉水清澈甘甜，游鱼可数，石上刻“古石”、“观泉”。寺南山坡有一白银树，相传建寺时栽，虽七百载仍肃然。树旁不远有昔年寺僧洗米之大石槽，长2.8米，宽0.22米，高0.55米。寺内还存有清代浮屠塔、寺内有张氏族人立之碑文等。

莲花古寺的历史年代为元代。该寺原为宋潮州前八贤之一张夔创立之家庙，来参观者可看寺内该族人立之碑文。